# Nyíltpiaci műveletek
Nyíltpiaci műveletek alatt a központi bankok (jegybankok) által a pénzpiacokon végrehajtott ügyleteket értjük. Gyakran nevezik intervenciónak is, mivel a jegybankok célja beavatkozás a piaci folyamatokba, a monetáris politika céljainak elérése. A nyíltpiaci műveletek fő célja a gazdaságban lévő pénzkínálat szabályozása. Amennyiben a jegybank állampapírokat ad el, akkor pénzt von ki a piacról, amikor állampapírokat vásárol, akkor növeli a pénzkínálatot. A nyíltpiaci műveletek végzéséhez nagy mennyiségű állampapír mozgatása szükséges.
Autonóm eszköz, mivel a jegybank elhatározásán alapul.
Rugalmas módszer, vagyis akár egyetlen  nap leforgása alatt a pénzmennyiséget - elvileg - akár egymással ellenkező irányokba is befolyásolni lehet. A nyíltpiaci művelet hatása közvetlenül érvényesül, mivel a pénzkínálat azonnal megváltozik. Emellett befolyásolható még a kamatok alakulása is.

## Fajtái
- A különböző műveleteket többféleképp is lehet csoportosítani. Lejárat szerint lehetnek egyhetes, vagy háromhavi lejáratú ügyletek is. Más szempontból vannak  rendszeresen alkalmazott ügyletek (heti, havi rendszerességgel végrehajtott), illetve vannak csak bizonyos esetekben (bizonyos makrogazdasági események bekövetkeztekor) végrehajtott ügyletek.
- A nyíltpiaci műveletek egyik fajtája amikor a jegybank egyszerűen eladja vagy megveszi az állampapírokat. A bankok emellett használják az ún. repókat (repurchase agreement), vagyis a visszavásárlási megállapodásokat. Ilyenkor megállapodnak a kereskedelmi bankokkal, hogy egy adott időpontban azok visszavásárolják az értékpapírokat. Az üzlet kamatköltsége az eladási és vételi árfolyam különbségében jelenik meg. A repók kamatának változtatásával a kereskedelmi bankok kereslete változtatható, így a pénzmennyiség növekedése szabályozható. Az értékpapír vásárlásakor csökken a forgalomban lévő pénzmennyiség, hiszen állampapírt vettünk, és ez által gyakorlatilag hitelt nyújtottunk az államnak. Amennyiben ezt visszavásárolják, úgy a forgalomban lévő pénzmennyiség növekszik.
- A nyíltpiaci műveletek különleges esete, amikor jegybank a hazai valuta nemzetközi árfolyamának szabályozása érdekében lép fel. Ha a jegybank hazai valutát ad el külföldi valuta ellenében, úgy a saját valuta árfolyama süllyed - ha pedig vásárol, úgy a saját valuta árfolyama emelkedik.[1]